# That Was Then, This Is Now
Albums de Tha Dogg Pound
Dogg Chit
(2007) Keep on Ridin
(2010)
Singles
1. Cheat
Sortie : 2008
2. Ya'll Know What I'm Doin'
Sortie : 2009

That Was Then, This Is Now est le sixième album studio de Tha Dogg Pound, sorti le 24 novembre 2009.

## Liste des titres
| No  | Titre                                                                               | Contient un (des) sample(s) de                                                          | Durée |
| --- | ----------------------------------------------------------------------------------- | --------------------------------------------------------------------------------------- | ----- |
| 1.  | That Was Then, This Is Now (Produit par Daz Dillinger et Soopafly)                  |                                                                                         | 3:01  |
| 2.  | Attitude Problem (featuring Swizz Beatz et Cassidy – Produit par Swizz Beatz)       |                                                                                         | 4:09  |
| 3.  | Deepeegee (Produit par Soopafly)                                                    |                                                                                         | 4:01  |
| 4.  | Rollin' N a Drop Top (featuring Snoop Dogg et A-Dubb – Produit par Soopafly)        |                                                                                         | 3:47  |
| 5.  | Get Paid (featuring A-Dubb – Produit par Daz Dillinger et I.V.)                     |                                                                                         | 3:37  |
| 6.  | Get It Get It (featuring Roscoe – Produit par Daz Dillinger et I.V.)                |                                                                                         | 4:21  |
| 7.  | How Low (featuring Problem – Produit par Problem)                                   |                                                                                         | 3:30  |
| 8.  | Insanity (featuring Soopafly – Produit par Dawaun Parker et Soopafly)               |                                                                                         | 4:09  |
| 9.  | Money Fold'N (featuring Krayzie Bone – Produit par Daz Dillinger)                   | Love You Down de Ready for the World                                                    | 4:45  |
| 10. | No'mo' Police Brutality (Produit par Lil Jon)                                       |                                                                                         | 3:09  |
| 11. | On & On (Produit par Daz Dillinger et Soopafly)                                     | Nasty Girl de The Notorious B.I.G. et Diddy featuring Nelly, Jagged Edge et Avery Storm | 3:46  |
| 12. | They Don't Want It (featuring Soopafly – Produit par Soopafly)                      |                                                                                         | 6:16  |
| 13. | Tha Liquor Store (featuring Kokane – Produit par Daz Dillinger et I.V.)             |                                                                                         | 3:11  |
| 14. | U Gets Nothin' (featuring C-Los – Produit par Carlos « Los » Mcswain)               |                                                                                         | 4:21  |
| 15. | Cheat (featuring Pharrell – Produit par Daz Dillinger, Tekneek et I.V.)             |                                                                                         | 4:03  |
| 16. | Westside Rydin' (Produit par Fredwreck)                                             |                                                                                         | 4:23  |
| 17. | Ya'll Know What I'm Doin' (featuring Turf Talk – Produit par Daz Dillinger et I.V.) |                                                                                         | 3:50  |
| 18. | Get My Drink On & My Smoke On (Produit par Daz Dillinger, Tekneek et I.V.)          | The Next Episode de Dr. Dre featuring Snoop Dogg, Nate Dogg et Kurupt                   | 4:18  |

| 19. | How tha West Was Won (Produit par Daz Dillinger) | 3:12 |